# Фунікулер Вадістамбул — Сейрантепе
41°06′22″ пн. ш. 28°59′22″ сх. д. / 41.106° пн. ш. 28.98933° сх. д.
Фунікулер Вадістамбул — Сейрантепе  (тур. Vadistanbul Havaray або  тур. F3 Vadistanbul-Seyrantepe füniküler hattı) — фунікулер у фракійській частині Стамбула, Туреччина. Естакадна лінія завдовжки 750 м у районі Шишлі, прямує між Вадістамбул та Сейрантепе, де можлива пересадка на лінію М2 Стамбульського метро.
F3 було відкрито 29 жовтня 2017 року, за 45 днів після урочистого відкриття Торгового центру Вадістамбул. Це перша швидкісна лінія побудована за приватний кошт у Туреччині Відповідно до угоди з муніципалітетом Стамбула , лінія буде експлуатуватися спільним приватним підприємством протягом двох місяців, до моменту передачі права на експлуатацію Metro Istanbul A.Ş.. . Передача відбулася 29 грудня 2017 року.

## Огляд
Маршрут F3 проходить у північній частині Шішлі, на захід від району Маслак. Значна частина маршруту прямує бетонним віадуком і складається з двох станцій. Північно-західна кінцева станція F3, Вадістамбул розташована у скляній сфероїдній структурі, яка сполучена з 2-м поверхом Торговельного центру Вадистанбул.. Південно-східний кінець, станція Сейрантепе, розташована під землею на північній стороні автомагістралі Отойол 2. Тунель під автострадою сполучає зі станцією М2. Дистанція в основному є одноколійною, за винятком короткої двоколійної ділянки завдовжки 147 м посередині, що дозволяє поїздам роз'їжджатися. Загальне будівництво лінії склало 15 мільйонів євро.
Будівництво лінії було розпочато в середині 2016 року і було завершено на початку 2017 року, його початкове відкриття заплановано на березень 2017 року. Відкриття було затримане на сім місяців до 29 жовтня 2017 року. F3 працював безплатно протягом перших двох місяців до його передачі Стамбульському муніципалітету. Потяги прямують кожні сім хвилин з 8:00 до 22:00 щодня.